# Apsnypress
Apsnypress (russisch Апсныпресс; abchasisch Аҧсныпресс) ist die  Nachrichtenagentur der international nur von wenigen Staaten anerkannten Republik Abchasien. Die 1995 gegründete Agentur hat ihren Sitz in der abchasischen Hauptstadt Sochumi.
Arbeitssprachen der Agentur sind Russisch, Abchasisch und Englisch. Nach eigenen Angaben hat es sich Apsnypress auch zum Ziel gesetzt, die öffentliche Wahrnehmung Abchasiens im Ausland zu verbessern.
Ende 2012 wurde ein Journalist von Apsnypress bei Recherchen von unbekannten Tätern im russischen Kabardino-Balkarien ermordet.